# Gwint prawy

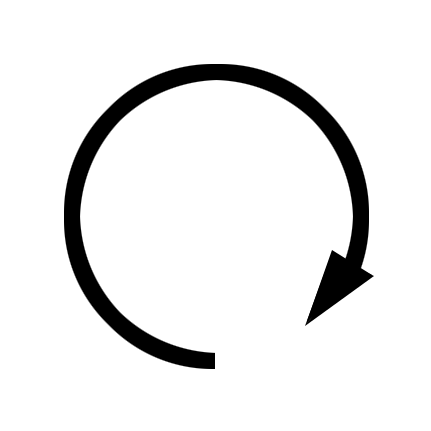
Kierunek wkręcania śruby.

Gwint prawy to gwint śruby, którą wkręcamy kręcąc w prawo czyli zgodnie z ruchem wskazówek zegara. Jest to podstawowy kierunek gwintu stosowany w większości zastosowań.

## Zastosowanie
Gwint prawy jest najbardziej rozpowszechnionym rodzajem gwintów. Stosuje się go wszędzie tam gdzie nie istnieje ryzyko samoodkręcenia, lub przypadkowego odkręcenia. W połączeniu z gwintem lewym tworzy śrubę rzymską.

## Śruba rzymska w sprzęgu śrubowym
|             |  |            |
| gwint prawy |  | gwint lewy |